# دیوید جولیان ریچاردز
دیوید جولیان ریچاردز (انگلیسی: David Richards؛ زادهٔ ۴ مارس ۱۹۵۲) ژنرال بازنشسه نیروی زمینی بریتانیا است، که در فاصله سال‌های ۲۰۱۰ تا ۲۰۱۳ تا به‌عنوان بیستمین رئیس ستاد دفاع بریتانیا (رئیس ستاد کل نیروهای مسلح بریتانیا) فعالیت می‌کرد.
ریچاردز فعالیت نظامی را از سال ۱۹۷۱ در توپخانه سلطنتی آغاز کرد، از ۲۰۰۲ تا ۲۰۰۵ دستیار فرمانده نیروی زمینی بریتانیا بود، از ۲۰۰۵ تا ۲۰۰۷ به‌عنوان فرمانده سپاه واکنش سریع متفقین فعالیت می‌کرد، از ۲۰۰۶ تا ۲۰۰۷ فرماندهی نیروهای بین‌المللی کمک به امنیت را برعهده داشت، از ۲۰۰۸ تا ۲۰۰۸ فرمانده نیروهای زمینی ارتش بریتانیا بود و از ۲۰۰۹ تا ۲۰۱۰ به‌عنوان سی و هشتمین رئیس ستاد کل بریتانیا فعالیت می‌کرد.
او در درگیری‌های ایرلند شمالی، جنگ داخلی سیرالئون و جنگ در افغانستان حضور داشت و در سال ۲۰۱۳ پس از ۴۲ سال خدمت از نیروهای مسلح بریتانیا بازنشسه شد. وی برندهٔ جوایزی همچون نشان حمام و نشان امپراتوری بریتانیا شده‌است.